# Trangoška
Trangoška je horská rekreačně-turistická lokalita, situovaná na jižním úpatí Nízkých Tater v nadmořské výšce 1100 m.
Nachází se v závěru Bystré doliny pod Chopkem, v těsném sousedství střediska Srdiečko.

## Přístup
- asfaltovou cestou přes Bystrou a Bystrou dolinu
- po  značce
  - z obce Tále
  - od chaty generála M. R. Štefánika
- po  značce ze Srdiečka